# SP-193
A SP-193 é uma rodovia transversal do estado de São Paulo, administrada pelo Departamento de Estradas de Rodagem do Estado de São Paulo (DER-SP).

## Denominações
Recebe as seguintes denominações em seu trajeto:
Nome:	José Edgard Carneiro dos Santos, Rodovia
- De - até:	Eldorado - Jacupiranga
- Legislação:	LEI 12.658 DE 11/07/2007

Nome:	Manoel de Lima, Prefeito, Rodovia
- De - até:	P.U. de Jacupiranga - SP-226 (Cananéia)
- Legislação: LEI 12.398 DE 18/08/2006

## Descrição
Principais pontos de passagem: Eldorado (SP 165) - Jacupiranga - SP 226

## Características

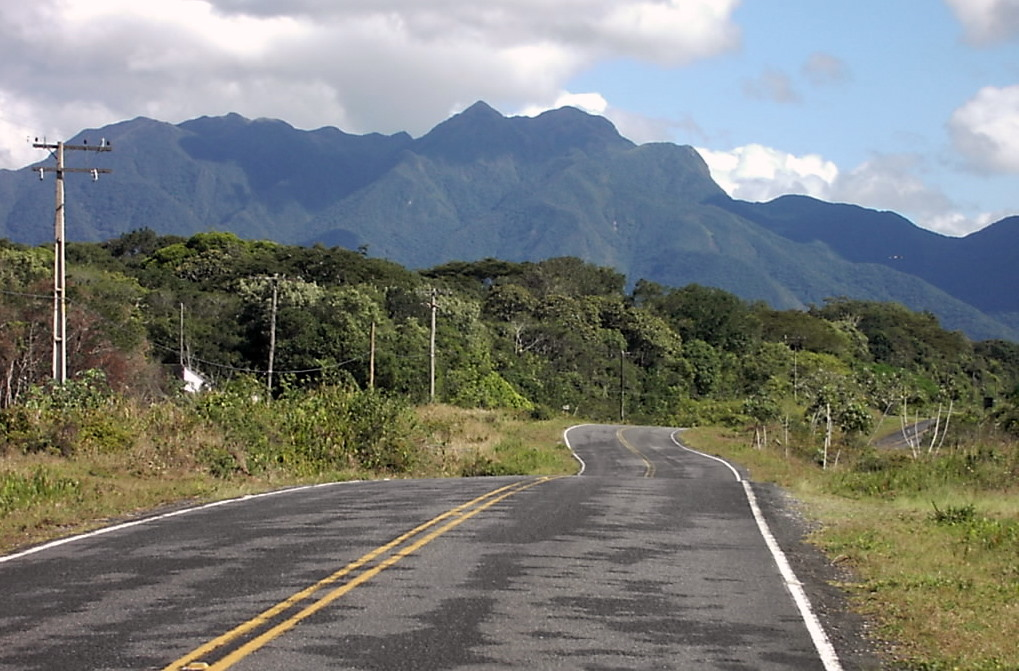
Trecho da SP-193 em Cananéia.

### Extensão
- Km Inicial: 0,000
- Km Final: 57,450

### Localidades atendidas
- Eldorado
- Jacupiranga
- Cananéia